# Tasmanian International 2000
Il Tasmanian International 2000 è stato un torneo di tennis giocato sul cemento. È stata la 7ª edizione del torneo, che fa parte della categoria Tier IV nell'ambito del WTA Tour 2001. Si è giocato al Hobart International Tennis Centre di Hobart in Australia, dal 10 al 16 gennaio 2000.

## Campionesse

### Singolare
Kim Clijsters ha battuto in finale  Chanda Rubin con il punteggio di 2–6, 6–2, 6–2

### Doppio
Rita Grande /  Émilie Loit hanno battuto in finale  Kim Clijsters /  Alicia Molik con il punteggio di 6–2, 2–6, 6–3